# Marcus Lindemann

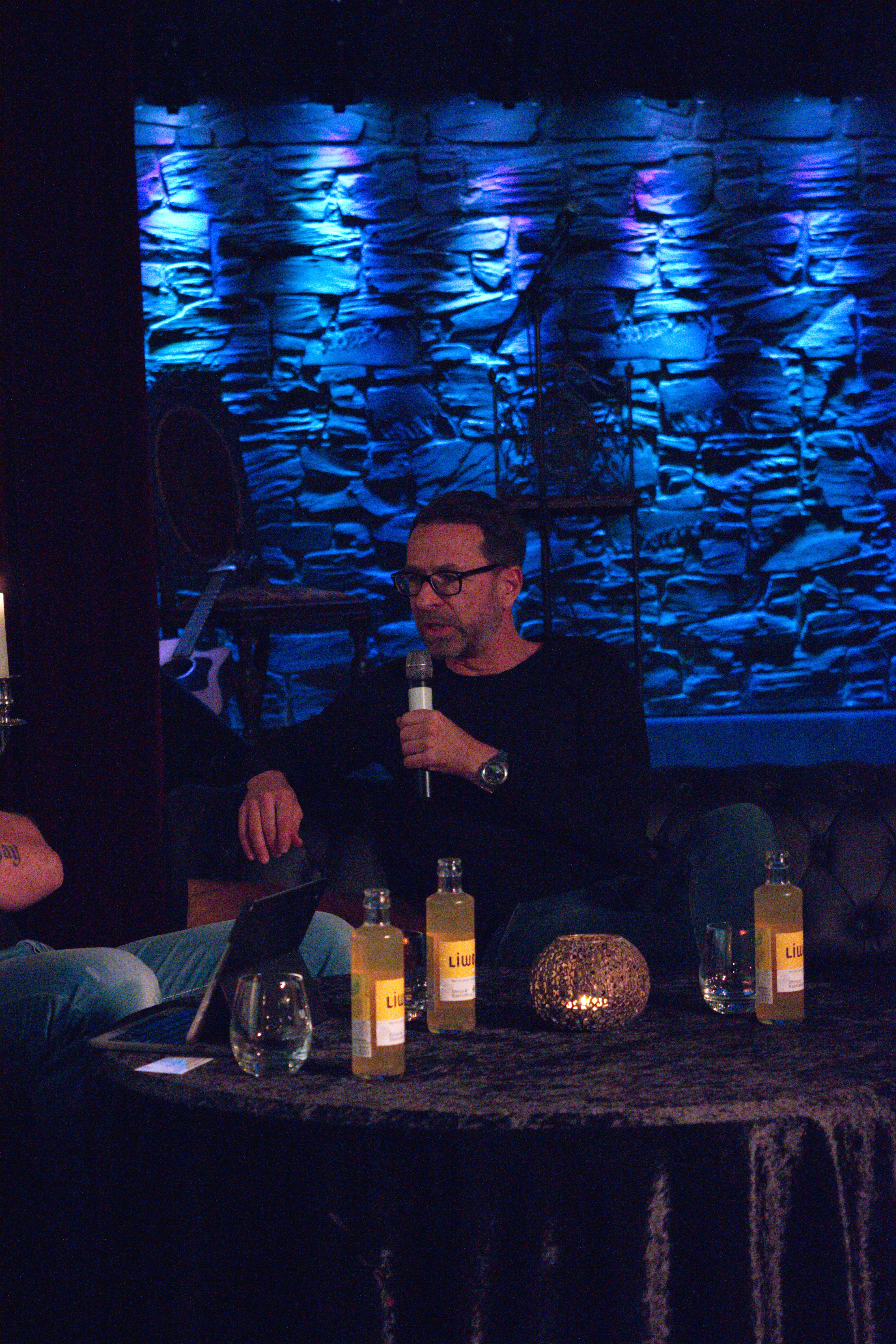
Marcus Lindemann bei einem Talk im Oktober 2015 in Wuppertal

Marcus Lindemann (* 1966 in Wuppertal) ist ein deutscher Sportjournalist.

## Leben
Der gelernte Diplom-Sportlehrer ist seit 1999 bei Sky (ehem. Premiere) tätig. Er wurde vom ehemaligen Sportchef des Senders, Carsten Schmidt, als erfahrener und kompetenter Sportjournalist beschrieben. Aktuell kommentiert er für den Pay-TV-Sender Fußballspiele der 1. Bundesliga und des DFB-Pokals. Dabei ist er auch als Field-Reporter zu sehen. Auch bei den Weltmeisterschaften 2006 und 2010 war er für Sky im Einsatz. Vorher war er als Sportkommentator beim WDR tätig.